# Yvonne Nauta
Pour les articles homonymes, voir Nauta.
Yvonne Nauta, née le 21 février 1991 à Uitwellingerga, est une patineuse de vitesse néerlandaise spécialisé dans les épreuves de longue distance.  

## Carrière
Championne du monde junior en 2009 du 3 000 mètres, elle se qualifie pour ses premiers Jeux olympiques en 2014 après avoir remporté le titre national sur 5 000 mètres. C'est sur cette distance qu'elle termine sixième lors de ces Jeux à Sotchi. Cette année, elle connait ses premiers podiums internationaux avec notamment une médaille de bronze aux Championnats du monde toutes épreuves remportés par sa compatriote Ireen Wüst.

## Palmarès

### Championnats du monde toutes épreuves
- Médaille de bronze toutes épreuves en 2014 à Heerenveen ;

### Championnats d'Europe toutes épreuves
- Médaille d'argent toutes épreuves en 2014 à Hamar ;